# Riserva Moac

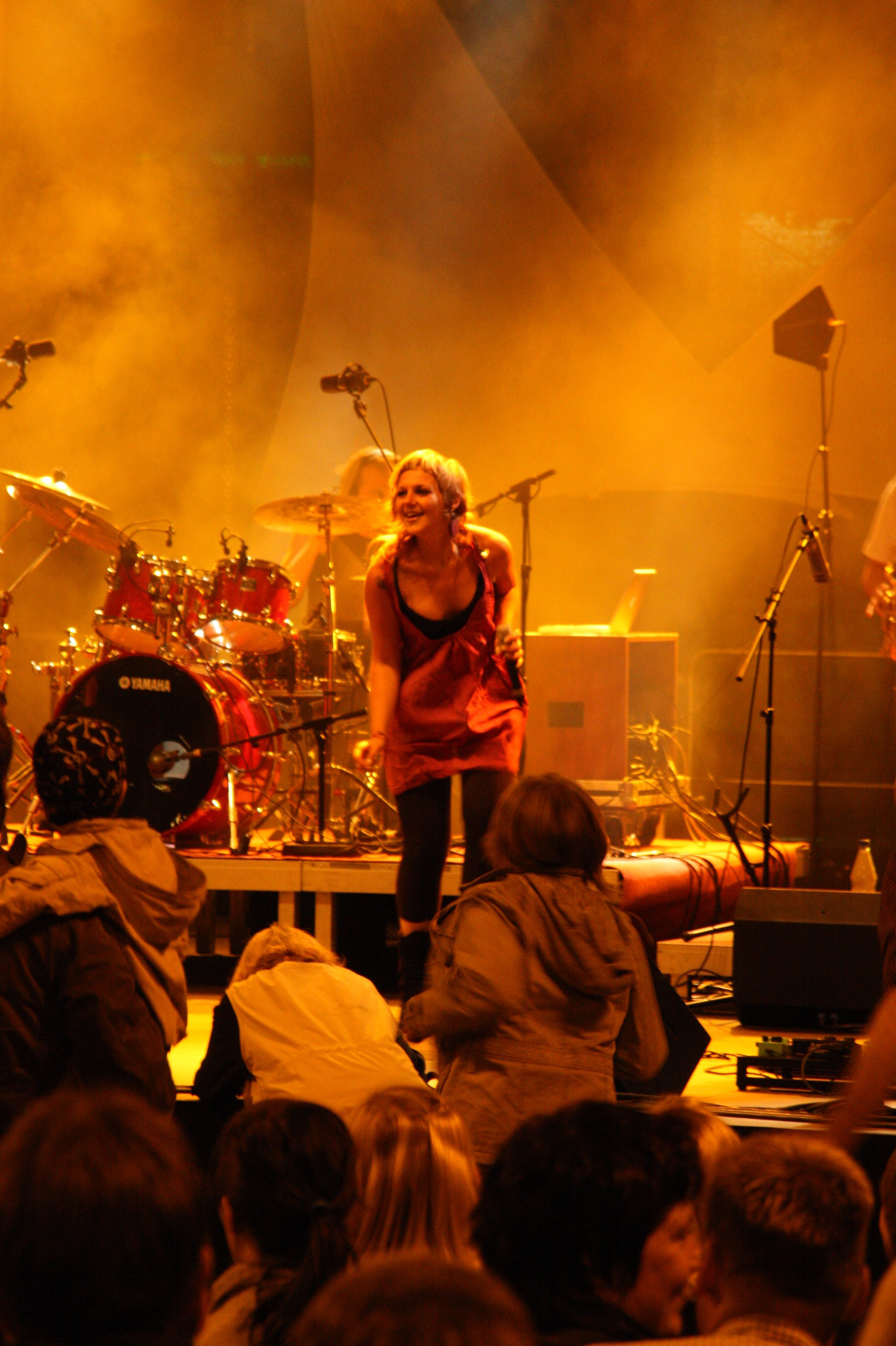
2009

Riserva Moac ist eine Anti-Folk-Rock-Hip-Hop-Band aus Bojano in der italienischen Region Molise. Das Musikerkollektiv begann 2003 als Folk-Rock-Band, die mehr und mehr lokale Musiktraditionen mit Rock-Elementen mischte. Inzwischen haben sich die musikalischen Einflüsse vervielfacht und Hip-Hop-Elemente, Balkan-Beats und andere Stilrichtungen erweitern den musikalischen Umfang der Band.

## Geschichte
Die heute 7-köpfige Riserva Moac wurde 2003 in Bojano etwa 80 km nordöstlich von Neapel gegründet. Die Bandmitglieder singen nicht nur auf Italienisch, sondern auch in lokalen Dialekten, die von der italienischen Standardsprache vor allem im Süden zum Teil sehr stark abweichen. Die Dialekte sieht die Band als Brücke zu kulturellen Traditionen und zur Geschichte des Südens Italiens. In dem aktuellen Album Babilonia sind deutlich auch Hip-Hop- sowie viele Polkaeats- und Balkaneinflüsse zur musikalischen Vielfalt der Band hinzugekommen.

## Diskografie
- 2005: Bienvenido (Ultimo Piano Records)
- 2009: La musica dei popoli
- 2015: Babilonia